# Pompilinites
Genre
Pompilinites est un genre fossile d'insectes Hyménoptères de la super-famille des Vespoidea et de la famille des Pompilidae.

## Classification
Le genre Pompilinites a été créé  en 2017 par Juanita Rodriguez (d) & Cecília Waichert (d) dans une publication coécrite avec Carol D. von Dohlen (d)
et James P. Pitts (d).
Dans cette publication de 2017 les autrices indiquent que ce genre représente un groupe collectif rassemblant des espèces fossiles de Pompilinae pour lesquelles la position générique n'est pas claire en raison du manque de caractères diagnostiques dans les spécimens conservés. Et, qu'à ce titre, il n'y a pas d'espèce type.

### Étymologie
Le nom générique, Pompilinites, reprend le préfixe de la sous-famille des « Pompilin[ae] » auquel est ajouté le suffixe –ites, « en qualité de ».

## Liste d'espèces
Selon Paleobiology Database en 2023, ce genre a deux espèces référencées :
- †Pompilinites coquandi (Théobald, 1937) décrite sous le protonyme Pompilus coquandi
- †Pompilimites depressus (Statz (d), 1936) décrite sous le protonyme Psammochares depressa[2]

### Publication originale
- [2017] (en) Juanita Rodriguez, Cecilia Waichert, Carol D. von Dohlen et James P. Pitts, « The geological record and phylogeny of spider wasps (Hymenoptera: Pompilidae): A revision of fossil species and their phylogenetic placement », PLOS One, PLoS, vol. 12, no 10,‎ 11 octobre 2017, e0185379 (ISSN 1932-6203, OCLC 228234657, PMID 29020022, PMCID 5636076, DOI 10.1371/JOURNAL.PONE.0185379, lire en ligne). .